# Specola Cidnea
La Specola astronomica Cidnea è un osservatorio astronomico per lo studio diurno e notturno del firmamento ubicato sul bastione San Marco del castello di Brescia.

## Storia
La specola di Brescia ebbe come antesignano il professor Angelo Ferretti Torricelli, il quale sin dal novembre 1926 tenne nella propria abitazione riunioni serali con gli allievi coi quali compiva osservazioni astronomiche mediante un cannocchiale da 50 millimetri. Grazie all'attività didattica e all'interessamento di Ferretti Torricelli, in seguito, fu costruita una terrazza nel palazzo Argon per agevolare le osservazioni. In quegli stessi anni, inoltre, fu realizzata una specola nel collegio Cesare Arici promossa dal gesuita Giuseppe Marini.
La Specola astronomica Cidnea, voluta da Ferretti Torricelli e progettata dell'ingegner Mario Manzoni, fu annunciata dal sindaco Bruno Boni nel 1950 e ultimata nella primavera del 1953 sul bastione San Marco del castello di Brescia. L'osservatorio disponeva di una cupola girevole e fu il primo osservatorio pubblico realizzato in Italia. Per quanto concerne allestimenti e attrezzature, il geometra Carlo Recla di Verona procurò le lenti e gli specchi, il ragionier Guido Ruggeri di Mestre fornì un rifrattore, mentre il professor Virgilio Marcon provvide al telescopio. La Specola fu pertanto equipaggiata di un rifrattore equatoriale 12/144 collocato sotto una cupola girevole di quattro metri di diametro, a questi s'affiancava un riflettore altazimutale mobile 30/180 e un binoculare terrestre mobile a largo campo 12/60.
I primi interventi di revisione degli strumenti avvennero nel 1981, quando fu altresì rinnovata la cupola fornita dall'azienda Carl Zeiss. L'anno seguente l'Unione astrofili donò alla Specola un nuovo telescopio, tuttavia, agli inizi del 1983 l'osservatorio fu chiuso.
Dal 1986, l'Unione astrofili bresciani subentrò nella gestione della specola apportando alcune migliorie, inoltre, il 22 ottobre 1993 la intitolò ufficialmente al fondatore Angelo Ferretti Torricelli ponendovi una lapide commemorativa.
L'attività s'arrestò nuovamente il 13 dicembre 1999, sino alla riapertura avvenuta previa messa a norma degli edifici; nel frattempo si provvide ad alcuni aggiornamenti per rendere la specola idonea anche all'osservazione del sole, si operò la motorizzazione della cupola e fu aggiunto un rifrattore di 120 millimetri.

## Descrizione
L'edificio della specola consta di due piani con solaio piano, la forma è circolare a tamburo con muri perimetrali portanti e copertura a cupola. Attorno presenta una corona circolare, coperta per metà, dotata di una cupola dal diametro di tre metri sotto alla quale vengono effettuale le proiezioni del planetario e allestita con il rifrattore "Ruggieri" dal diametro di 12 centimetri, in funzione dal 30 maggio 1953. L'altra metà della corona, esposta all'esterno, è un terrazzo rivolto a sud dove vengono collocati gli strumenti mobili, ossia due telescopi riflettori dal diametro di 28 e 20 centimetri. Diversamente, l'ambiente inferiore è impiegato per l'osservazione del sole.

## Pubblicazioni
- Annuario della Specola Cidnea – nome con cui viene edito l'annuario della specola dal 1965.
- Guardare il firmamento dalla Specola Cidnea – nome con cui fu pubblicato l'annuario della specola dal 1953 al 1965.
- Invito al Firmamento – rivista della Specola Cidnea.

## Direttori
- Angelo Ferretti Torricelli (1953-1970)
- Alvero Valetti (1970-1985)
- Loris Ramponi